# Agatis
Agatis, soplica, damara (Agathis) – rodzaj drzew nagonasiennych z rodziny araukariowatych obejmujący 22 żyjące gatunki. Obecnie przedstawiciele należących do rodzaju gatunków występują na obszarze od południowej części Półwyspu Indochińskiego i Filipin po północno-wschodnią Australię, Nową Kaledonię i Nową Zelandię; skamieniałości odkryte w Argentynie dowodzą, że w eocenie przedstawiciele rodzaju występowali również w Ameryce Południowej, natomiast skamieniałości odkryte na wyspie Hajnan dowodzą występowania przedstawicieli rodzaju na obszarze dzisiejszych Chin na przełomie oligocenu i miocenu. Wiele gatunków ma bardzo ograniczony zasięg, najszerzej rozpowszechniony jest agatis damara. Wobec ich ogólnego podobieństwa i wewnątrzgatunkowej, a nawet osobniczej zmienności morfologicznej, dysjunkcje między zasięgami ułatwiają klasyfikowanie roślin tego rodzaju do gatunków. Są to na ogół drzewa wysokie, wieczniezielone, dwupienne. Po uszkodzeniu ich pnia wypływa mleczna żywica. Drzewa te cenione są właśnie jako źródło wysokogatunkowych żywic i dobrej jakości drewna.

## Morfologia

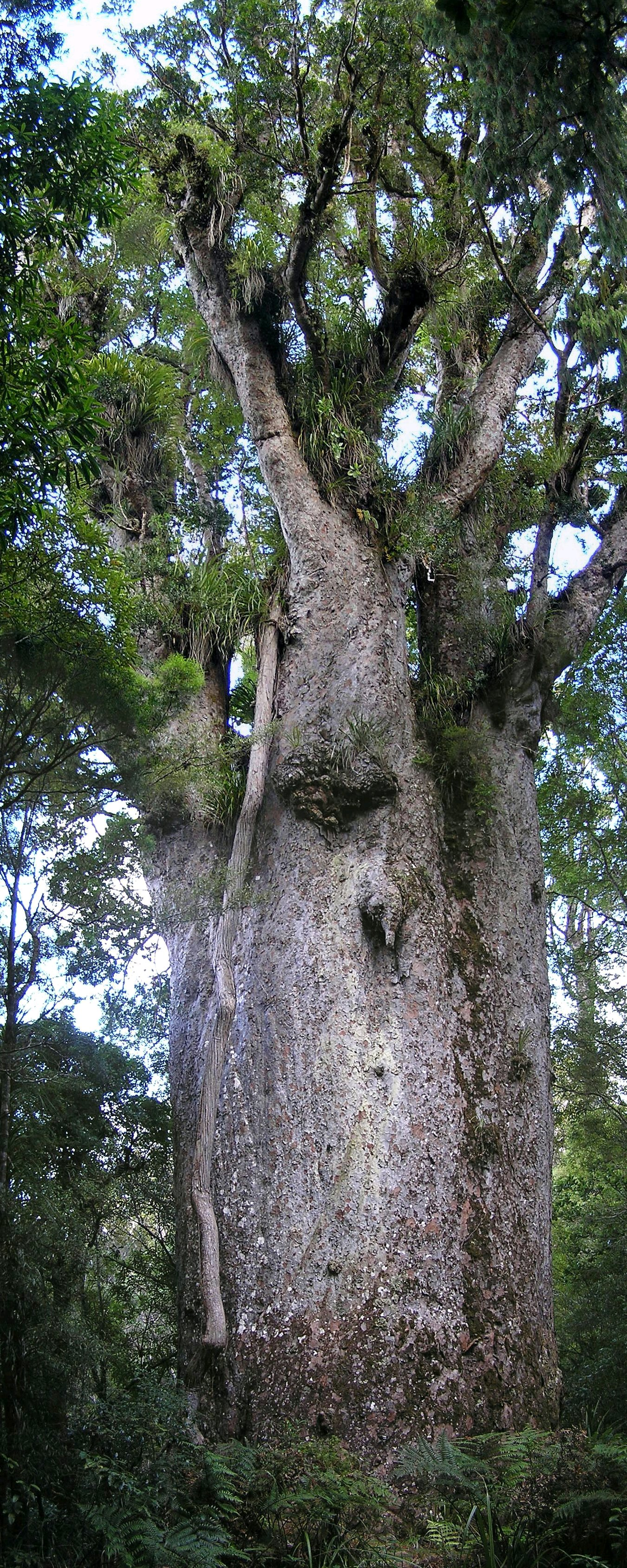
Agatis nowozelandzki

PokrójZimozielone, wysokie drzewa o kolumnowych pniach. Młode drzewa mają koronę stożkowatą, z wiekiem pień w dole oczyszcza się, jest mało zbieżysty i zwieńczony jest kulistą koroną. Kora jest gruba i łuskowata. Pąki są kuliste z kilkoma zachodzącymi na siebie i ściśle przylegającymi łuskami. Pędy boczne rosną poziomo, na młodych drzewach wyrastają często w regularnych okółkach. Po odpadnięciu pozostawiają koliste, nieco zagłębione blizny na pniu. Grubsze konary wznoszą się ku górze.
LiścieLiścienie w liczbie 2. Liście dojrzałe na głównym pędzie wyrastają spiralnie, na pędach bocznych są naprzeciw- lub skrętoległe. Mają kształt owalny, osiągają do 15 cm długości i 5 cm szerokości, osadzone są na wyraźnym ogonku. Kształty i rozmiary liści są bardzo zmienne nie tylko na tym samym drzewie, ale nawet na tej samej gałęzi. Liście są sztywne, grube, skórzaste i trwałe – utrzymują się na pędach nawet przez 20 lat. Blaszka liściowa jest gęsto użyłkowana, od spodu często sinozielona. Młode liście są czerwono nabiegłe, z czasem stają się ciemnozielone. Po odpadnięciu pozostawiają szorstkie blizny.
KwiatyRozdzielnopłciowe, kwiaty męskie i żeńskie rozmieszczone są zwykle na różnych roślinach (dwupienność). Kwiatostany męskie (mikrostrobile) są sztywne, cylindryczne lub kuliste i wsparte są u nasady przez koliste, płonne łuski nasienne. Kwiatostany żeńskie (makrostrobile) rozwijają się na końcach pędów, są kuliste lub owalne i tworzone są przez bardzo liczne, spłaszczone, szerokie łuski nasienne bez łusek wspierających. Osiągają do 15 cm średnicy. Na łuskach znajdują się pojedyncze zalążki. Szyszki dojrzewają w ciągu dwóch lat.
NasionaPojedyncze na łuskach nasiennych, wyposażone w dwa skrzydełka nierównej wielkości.

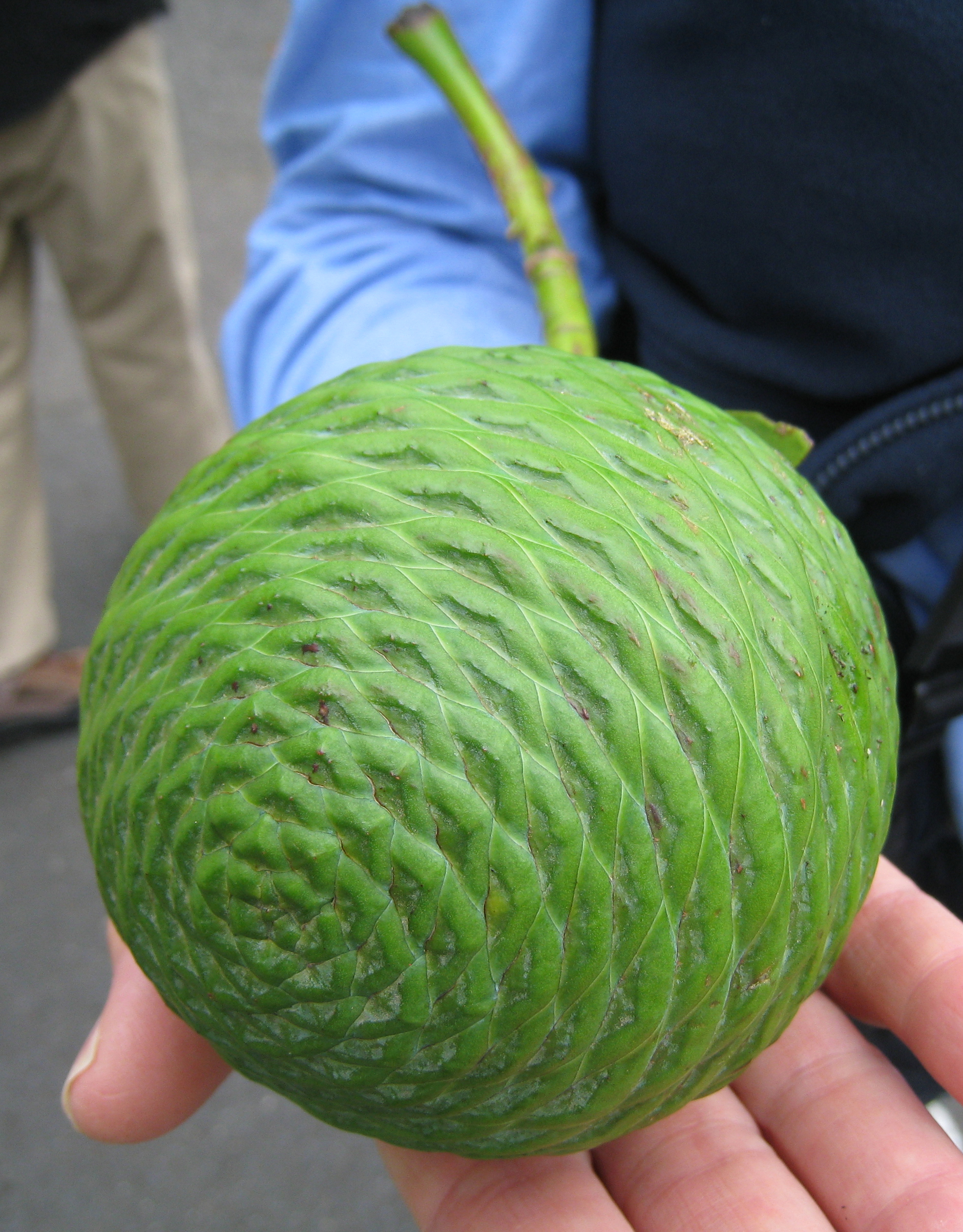
Szyszka agatisa mocnego
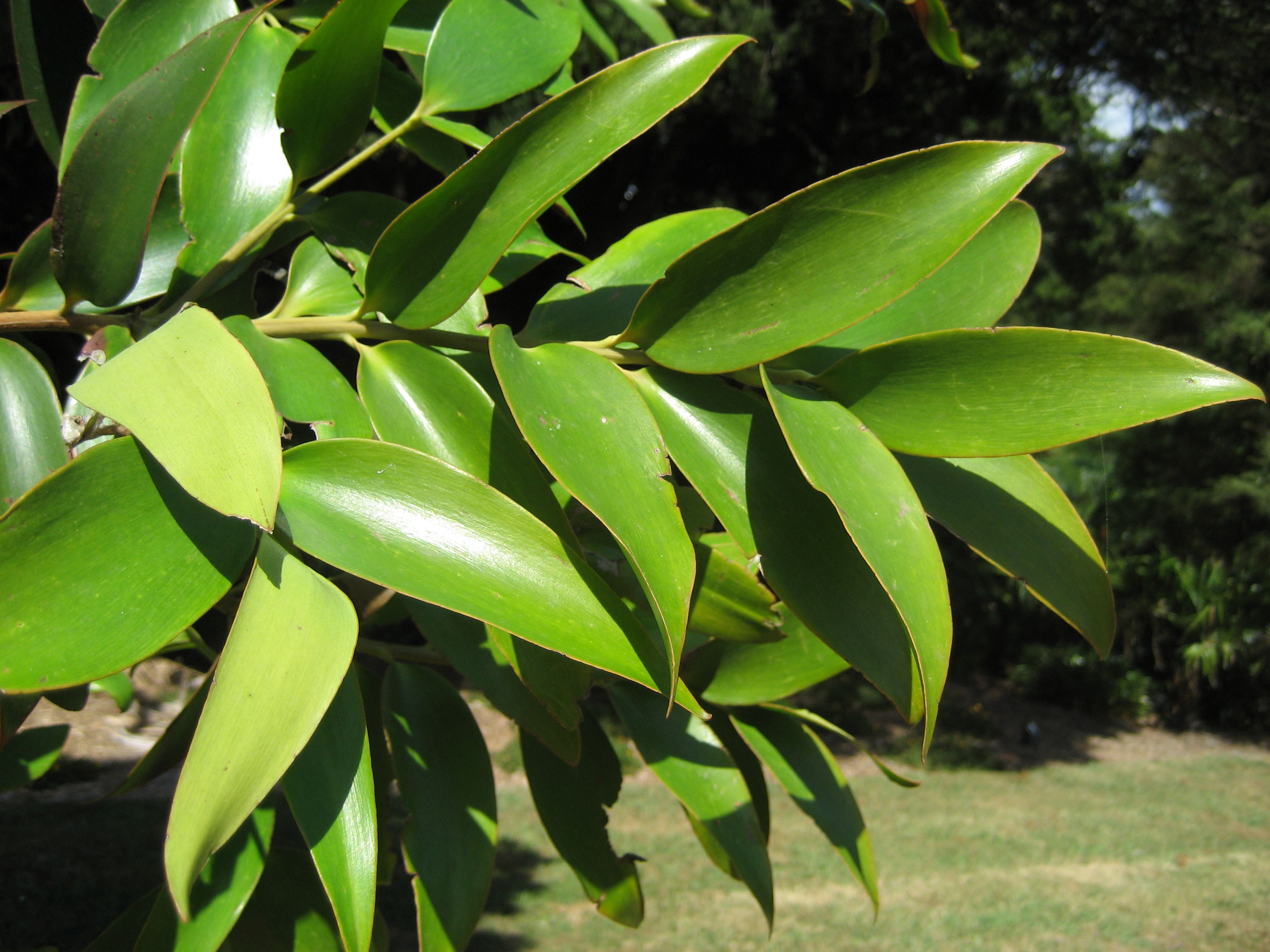
Liście agatisa mocnego
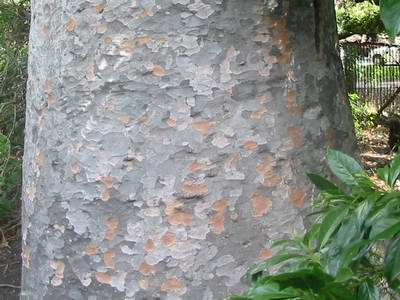
Pień agatisa mocnego

## Ekologia
Drzewa z tego rodzaju, z wyjątkiem agatisa nowozelandzkiego, rosną w tropikach. Występują w wilgotnych lasach równikowych oraz w częściowo zimozielonych lasach monsunowych na obszarach, gdzie pora sucha nie przekracza kilku miesięcy. Spotykane są na różnych siedliskach na terenach nadmorskich oraz w górach do wysokości około 2500 m n.p.m. Często występują nielicznie w drzewostanie, choć bywa także, że tworzą czyste drzewostany lub mają w nich znaczący udział.

## Systematyka
Agathis to jeden z trzech współczesnych rodzajów z rodziny araukariowatych (Araucariaceae). Ze względu na duże podobieństwo roślin w obrębie rodzaju, zmienność cech morfologicznych liści i nietrwałość szyszek żeńskich, które rozpadają się podczas suszenia, klasyfikacja taksonów w obrębie rodzaju jest bardzo kłopotliwa i opiera się na analizach budowy męskich organów generatywnych i kutykuli. W przeszłości problemy taksonomiczne dotyczyły zwłaszcza taksonów raz wyodrębnianych, kiedy indziej łączonych, a reprezentujących najbardziej zmienny i najszerzej rozpowszechniony gatunek – Agathis dammara. Rodzaj dzielony był na 3, 4, 5 sekcje, ale żadna z tych klasyfikacji nie zyskała szerszego uznania. Badania molekularne DNA plastydowego wskazały na wyraźną odrębność grupy (kladu) gatunków nowokaledońskich (A. corbassonii, A. lanceolata, A. montana, A. moorei i A. ovata). Z powodu licznych cech wspólnych łączone w grupę dammara są takie gatunki jak A. borneensis, A. dammara, A. endertii, A. flavescens i A. philippinensis (bywają one wszystkie zresztą w niektórych ujęciach łączone w jeden gatunek Agathis dammara sensu lato.
W obrębie rodzaju wyróżnia się 22 gatunki:
- Agathis alba (Lam.) Foxw.
- Agathis atropurpurea Hyland
- Agathis australis (D.Don) Lindl. – agatis nowozelandzki, agatis kauri, soplica kauri
- Agathis borneensis Warb.
- Agathis corbassonii de Laub.
- Agathis dammara (Lamb.) Rich. & A.Rich. – agatis damara
- Agathis endertii Meijer Drees
- Agathis flavescens Ridl.
- Agathis kinabaluensis de Laub.
- Agathis labillardierei Warb.
- Agathis lanceolata Warb.
- Agathis lenticula de Laub.
- Agathis macrophylla (Lindl.) Mast.
- Agathis microstachya J.F.Bailey & C.T.White
- Agathis montana de Laub.
- Agathis moorei (Lindl.) Mast.
- Agathis orbicula de Laub.
- Agathis ovata (C.Moore ex Vieill.) Warb.
- Agathis philippensis Warb.
- Agathis robusta (C.Moore ex F.Muell.) F.M.Bailey – agatis mocny, soplica mocna
- Agathis silbae de Laub.
- Agathis spathulata de Laub.

## Nazewnictwo
Nazwa naukowa rodzaju Agathis zaczerpnięta została z języka greckiego, gdzie słowo to oznacza kłębek nici. Określenie to nawiązuje do kulistego kształtu szyszek z gęsto ścieśnionymi łuskami nasiennymi. Dawniej drzewa tego rodzaju znane były w języku polskim jako przerosna, soplica i damara. Współcześnie preferowaną nazwą w publikacjach słownikowych jest agatis.

## Zagrożenia
Ze względu na ograniczone areały występowania i intensywna eksploatację z powodu poszukiwanego i wysoko cenionego drewna, wiele gatunków tego rodzaju uznawanych jest za zagrożone. Na liście zagrożonych roślin iglastych znajduje się 18 gatunków z rodzaju Agathis. Żaden z nich nie ma jednak najwyższych kategorii zagrożenia (brak wymierających i krytycznie zagrożonych). Jako narażone (VU – vulnerable) określane są: A. corbassonii, A. dammara, A. flavescens, A. kinabaluensis, A. lenticula, A. moorei, A. orbicula, A. philippensis i A. silbae. Do gatunków niższego ryzyka, ale bliskich zagrożenia (LRnt) należą: A. atropurpurea, A. endertii, A. macrophylla, A. spathulata.

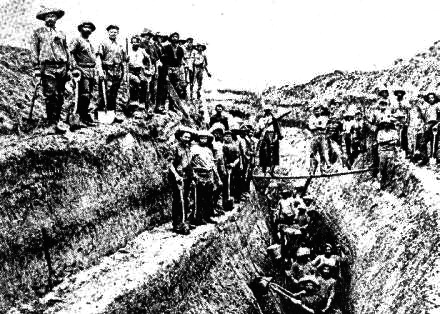
Kopacze podczas poszukiwań kopalnych żywic kauri w 1908

## Zastosowanie
Drzewa dostarczają cenionego drewna i żywic zwanych kopal. Drewno jest jasne, barwy słomkowej lub żółtobrązowej, łatwe w obróbce i o wszechstronnym zastosowaniu. Żywice kopal kauri pozyskuje się z agatisa nowozelandzkiego, a kopal bindang (zwane też manilskim lub wschodnioindyjskim) z agatisa damara. Żywica wypływa z kory po jej uszkodzeniu i gromadzi się na pniu, na konarach lub u podstawy drzew. Wielkie ilości kopalnych żywic pozyskiwano także wykopując je z gruntu na głębokości do 3 m. Zanim żywice zostały zastąpione w znacznym stopniu przez syntetyczne substytuty pozyskiwano ich do 20 tys. ton rocznie, ze szczytem produkcji między latami 20. i 40. XX wieku. Były poszukiwanym surowcem do wyrobu werniksu i linoleum. 

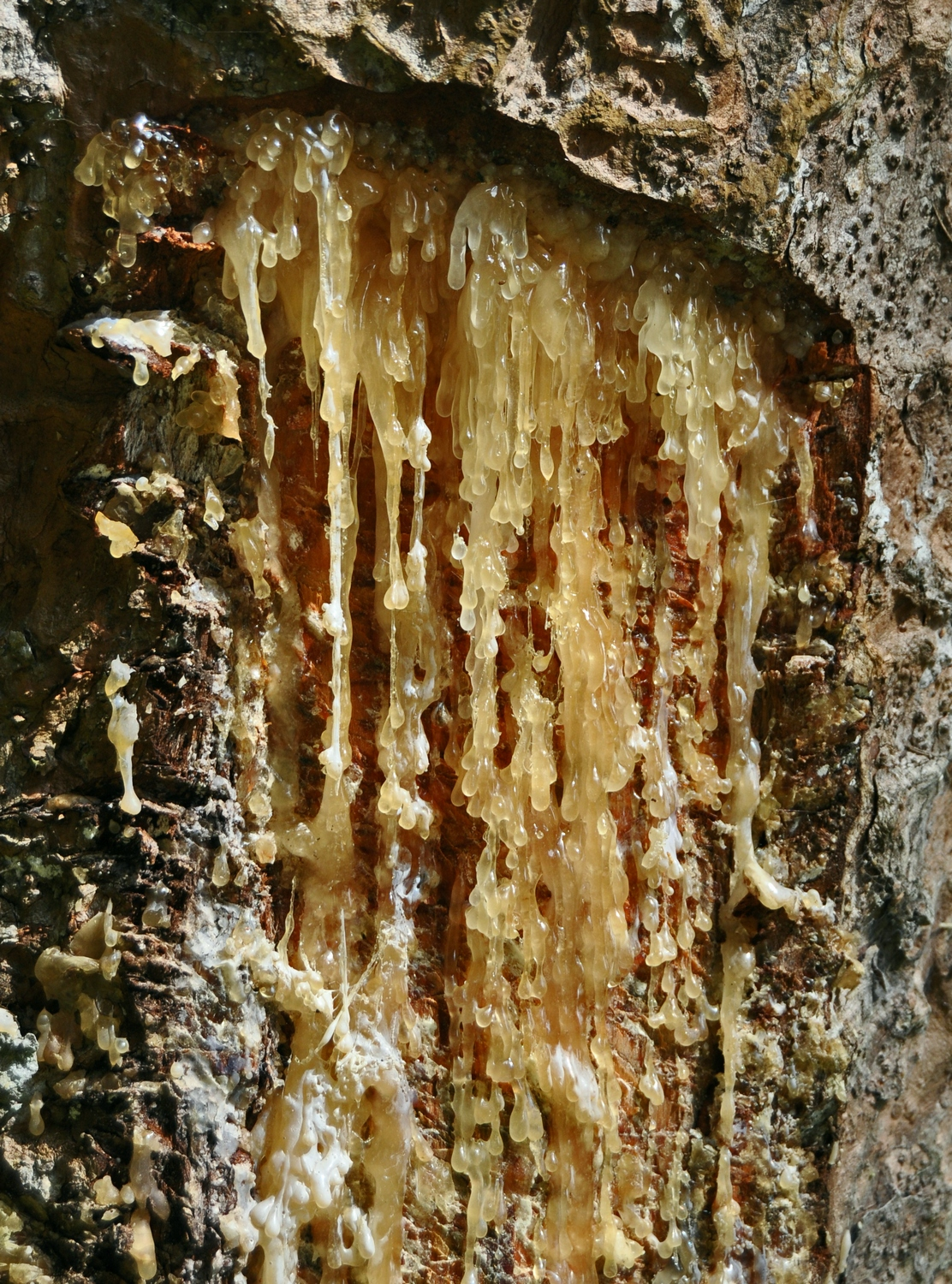
Żywica wyciekająca z naciętego pnia agatisa damara
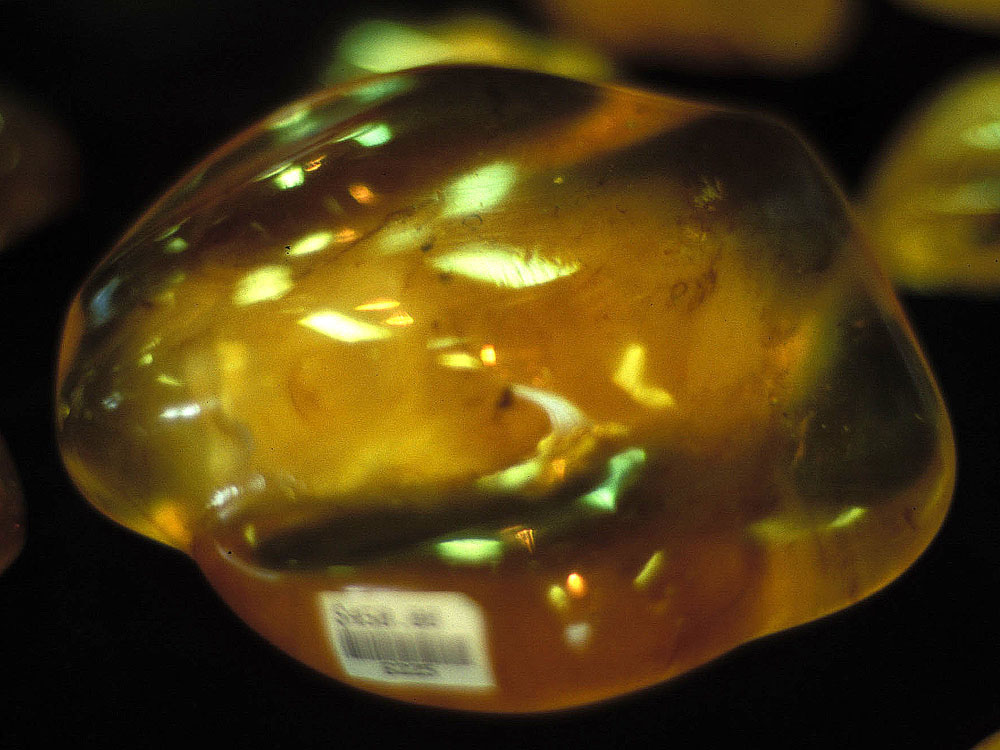
Bryłka żywicy kopal kauri
Meble wykonane z agatisa nowozelandzkiego

## Uprawa

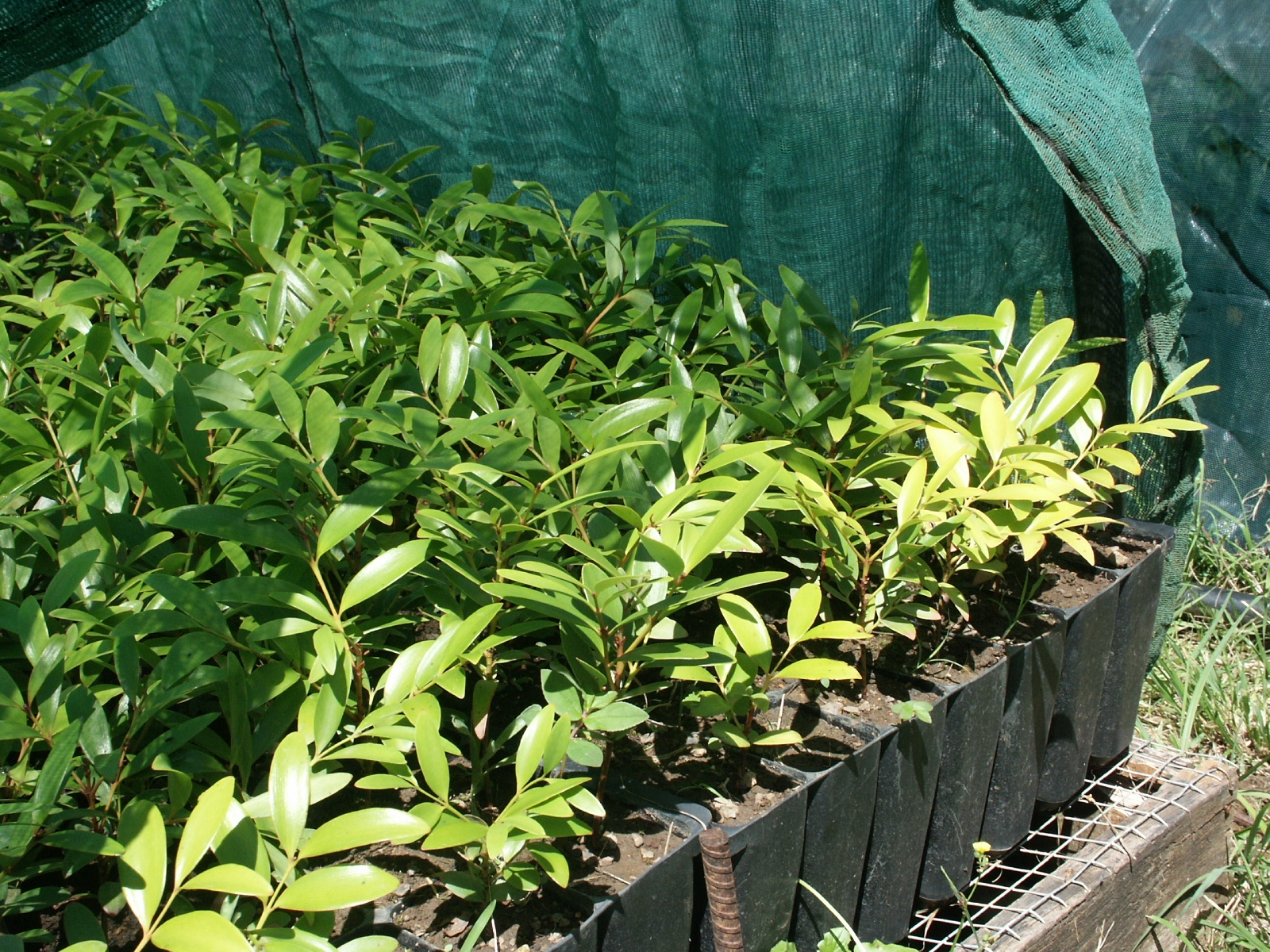
Sadzonki Agathis lancoelata

Ze względu na wymagania klimatyczne rośliny tego rodzaju nie są uprawiane poza strefą tropikalną. Jedynie agatis nowozelandzki sporadycznie bywa uprawiany w Europie w miejscach o najbardziej łagodnym klimacie (najdalej na północ w Irlandii). Agatisy rozmnażane są za pomocą nasion, ale tworzą też odrosty z nasady drzew rosnących lub powalonych, które z powodzeniem mogą być używane jako sadzonki. Można też ukorzeniać sadzonki pędowe pozyskiwane z prosto w górę rosnących pędów.